# Voxtorps församling, Norra Möre kontrakt
Voxtorps församling var en församling inom i Växjö stift inom Svenska kyrkan, i Kalmar kommun. Församlingen uppgick 2010 i Halltorp-Voxtorps församling.
Församlingskyrka var Voxtorps kyrka.

## Administrativ historik
Församlingen har medeltida ursprung med en kyrka från 1200-talet. 
Församlingen ingick åtminstone 1555 till 1567 i Mortorps pastorat, senare fram till 1961 bildade ingick församlingen i Halltorps pastorat, för att från 1962 ingå i Arby pastorat. 1 januari 2010 uppgick församlingen i Halltorp-Voxtorps församling.
Församlingskod var 088010.

## Organister och klockare
| Ämbetstid | Namn                      | Levnadstid | Övrigt                |
| --------- | ------------------------- | ---------- | --------------------- |
| 1704      | Jöns Larsson              |            | Klockare              |
| 1727-1736 | Oluf Jonsson              |            | Klockare              |
| 1780–1793 | Jonas Jonasson            | 1749–      | Klockare              |
| 1793–1842 | Jonas Lennartsson         | 1764–      | Klockare              |
| 1843–1845 | Fredric Olofsson Rosander | 1830–      | Organist och klockare |
| 1847–1849 | Claes Gustaf Elmén        | 1819–      | Organist och klockare |
| 1855–1860 | Gustaf Elmquist           | 1827–      | Organist och klockare |